# Voutré
Voutré – miejscowość i gmina we Francji, w regionie Kraj Loary, w departamencie Mayenne.
Według danych na rok 1990 gminę zamieszkiwało 819 osób, a gęstość zaludnienia wynosiła 44 osób/km² (wśród 1504 gmin Kraju Loary Voutré plasuje się na 663. miejscu pod względem liczby ludności, natomiast pod względem powierzchni na miejscu 609.).